# Lorenzo Lamas
Lorenzo Fernando Lamas (Santa Monica, 1958. január 20. –) amerikai színész.

## Fiatalkora
Lamas a kaliforniai Santa Monicában született Fernando Lamas argentin színész és Arlene Dahl norvég amerikai színésznő fiaként. Esther Williams úszó és filmsztár mostohafia, aki akkor ment hozzá az apjához, amikor Lamas 11 éves volt. Williams és Dahl is Jane Wyman színésznő legjobb barátja volt, és később Lamas mellett dolgozott a Falcon Crestben. 
A kaliforniai Pacific Palisadesben nőtt fel, majd 1971-ben New Yorkba költözött. 1979-ben Taekwondót kezdett el tanulni, és 3. szintű fekete övet szerzett, emellett karatét, Dzsúdzsucut, Aikidót és Sótókan karatét – mindegyikben fekete övet szerzett. 1975-ben végzett az Admiral Farragut Akadémián a New Jersey állambeli Pine Beachen.

## Magánélete
Lamas ötször volt házas, és hat gyermeke van. Az első házassága Victoria Hilberttel történt (1981-1982). Második házassága (1983-1985) Michele Cathy Smith publicistával volt, akitől két gyermeke született: fia Alvaro Joshua Joshua "A.J." (sz. 1983) és lánya, Shayne (sz. 1985), mindketten színészek. Lamas ekkoriban Daphne Ashbrook színésznővel volt kapcsolatban; a párnak egy lánya született, Paton Lee (sz. 1988). Ő szintén színésznő.
Lamas 1989 és 1993 között volt házas harmadik feleségével, A fejvadász sztárjával, Kathleen Kinmonttal. A hónap playmate-je, Shauna Sand (aki vendégszerepelt A fejvadászban) 1996-ban Lamas negyedik felesége lett. A párnak három lánya született – Alexandra Lynne (sz. 1997), Victoria (sz. 1999) és Isabella Lorenza (sz. 2001) – mielőtt 2002-ben elvált volna.
Öt hónapnyi párkapcsolat után Lamas a mexikói Cabo San Lucasban vette feleségül ötödik feleségét, Shawna Craiget. Újságíróknak elmondta, hogy nevét Lorenzo Lamas-Craigre változtatja. Ezt a döntést az indokolta, hogy előző felesége, Shauna megtartotta a Lamas vezetéknevet, így jogilag Shauna Lamasnak hívják, és az új menyasszonya, Shawna, akinek a keresztneve homonim és szinte azonos a Shauna nevével, nem szerette volna, hogy gyakorlatilag azonos teljes nevet kapjon. 2018 júniusában Lamas kibékíthetetlen ellentétekre hivatkozva beadta a válópert ötödik feleségétől.
Lamas 2020 áprilisában kezdett randizni egy Kenna Scott nevű nővel. A pár 2021 februárjában jegyezte el egymást Las Vegasban. Az esküvőre 2022 májusában kerül sor a Napa-völgyben.
Lamas szoros barátságot ápolt a Falcon Crest színésztársaival, Ana Aliciával és Jane Wymannel. Folyamatosan dicsérte Wyman professzionalitását, és „nagy hatással” volt az életére és karrierjére. Wyman 2007-ben bekövetkezett halála után Lamas nyilatkozott: „A szüleim mellett Jane volt a legnagyobb hatással a fiatal pályafutásomra. Hihetetlen mennyiségű munkát és eredményt hagyott hátra, amit nem lehet nem elismerni és ünnepelni. Nagyon fog hiányozni.”
Lamas mostohaanyja, Esther Williams 2013. június 6-án, 91 éves korában halt meg a kaliforniai Los Angelesben. Ezt a Twitteren jelentette ki: „A legjobb úszótanár és lelki anyuka RIP.”
Lamas 2014 decemberében adta ki önéletrajzi könyvét Renegade at Heart címmel (Jeff Lenburg, a hírességek életrajzírójának társszerzője).

## Filmográfia
- Száz puska (1969)
- Grease (1978)
- Secrets of Midland Heights (1980-1981)
- Szerelemhajó (1980-1986)
- Falcon Crest (1981-1989)
- Hotel (1983)
- Az exkommandós (1989)
- Az exkommandós 2: A maffia csapdájában (1989)
- Az éjszaka harcosai (1991)
- Gyilkosok az utcán (1991)
- Végső harc (1992)
- Kardélen (1992)
- Az exkommandós 3: A törvény nevében (1992)
- C.I.A. - Fedőneve: Alexa (1992)
- Az ördög és az inkvizítor (1992)
- A szemtanú halála (1992)
- A fejvadász (1992-1997)
- CIA 2: Célpont Alexa (1993)
- Az utolsó menet (1994)
- Vipera (1994)
- Jakuza zsaru (1995)
- A halál álarca (1996)
- Klóncsapda (1996)
- Sötét ébredés (1997)
- Ölni a múltért (1997)
- Rejtett áramlat (1998)
- Megfizetsz! (1998)
- Air America (1998-1999)
- A múzsa csókja (1999)
- A halhatatlan (2000-2001)
- Bunyosók klubja (2002)
- Jóreménység Farm (2002)
- Fertőző éden (2003)
- Rablójárat (2003)
- Börtönbosszú (2003)
- Csapda a mélyben (2003)
- Kölykök két keréken (2004)
- Latin sárkány (2004)
- A fegyver neve: Halál (2004)
- Szörnyek szigete (2004)
- Zsaruk bevetésen (2004)
- Szellemharcosok (2004)
- Gazdagok és szépek (2004-2006)
- Szexi és halálos (2005)
- Vámpír angyalok (2005)
- Öld meg Cupidót! (2005)
- Mélytengeri kalandorok (2007)
- Gyilkos cápa vs. óriáspolip (2009)
- Phineas és Ferb (2009-2013)
- Big Time Rush (2010-2013)
- A munka hősei (2014)
- Édes hatos (2015)
- Lucha Underground (2016-2017)
- Szeplőtelen Jane (2019)

## Fordítás
- Ez a szócikk részben vagy egészben  a   Lorenzo Lamas című angol Wikipédia-szócikk fordításán alapul.  Az eredeti cikk szerkesztőit annak laptörténete sorolja fel. Ez a jelzés csupán a megfogalmazás eredetét és a szerzői jogokat jelzi, nem szolgál a cikkben szereplő információk forrásmegjelöléseként.